# Жената от Вендавал
„Жената от Вендавал“ (на испански: La mujer del Vendaval) е мексиканска теленовела, режисирана от Маурисио Родригес, Патрисия Рейес Спиндола и Хосе Елиас Морено, и продуцирана от МаПат Лопес де Сатарайн за Телевиса през 2012 – 2013 г. Версия е на венецуелската теленовела Un esposo para Estela, създадена от Камило Ернандес.
В главните положителни роли са Ариадне Диас и Хосе Рон, а в отрицателните – Шантал Андере, Алфредо Адаме, Мануел „Флако“ Ибаниес, Флоренсия де Сарачо, Марко Муньос и Хавиер Хатин.

## Сюжет
Историята раказва за Марсела, млада и осиротяла жена, собственичка на ипотекираната хасиенда „Вендавал“. Когато майка ѝ умира, Марсела разбира, че трябва да се омъжи, за да получи наследството, което ѝ е оставила. Отчаяна, виждайки, че това е единственият начин да получи пари, за да спаси имението си, Марсела пуска обява във вестник с намерението да си намери съпруг. Сред множеството от кандидати е Алесандро, наследник на международна хотелска верига, който я познава.
Месец по-рано двамата се запознават на един остров, скрити зад маски. На следващата сутрин от дома на Алесандро е установено, че е изчезнало скъпо семейно бижу, а Марсела е основната заподозряна. Той решава, виждайки обявата във вестника, че ще отиде във „Вендавал“, като иска да докаже, че Марсела е невинна.

## Актьори
Част от актьорския състав:
- Ариадне Диас – Марсела Моралес де Кастело
- Хосе Рон – Алесандро Кастело Барокал
- Шантал Андере – Октавия Котия вдовица де Ернандес
- Алфредо Адаме – Лусиано Кастело
- Мария Марсела – Силвана Берокал де Кастело
- Мануел „Флако“ Ибаниес – Тимотео Киньонес
- Агустин Арана – Емилиано Ферейра Пресиадо
- Флоренсия де Сарачо – Мария Лаура Моралес Алдама
- Мишел Рено – Алба Мария Моралес Алдама
- Патрисио Боргети – Кристиан Сератос
- Хавиер Хатин – Камило Пресиадо
- Магда Карина – Саграрио Алдама
- Одисео Бичир – Матео Рейна
- Марко Муньос – Северо Моралес Итурбиде
- Телма Мадригал – Ниса Кастело Берокал
- Сачи Тамаширо – Хули Барбоса
- Сорайда Гомес – Нурия Аревалос Андраде де Сератос
- Хорхе Гайегос – Ленчо Киньонес
- Хуан Карлос Нава – Сирило Бариос
- Пабло Перони – Педро
- Илиана де ла Гарса – Пенелопе
- Марта Гонсалес Лириано – Естрела
- Еухенио Бартилоти – Джокондо де ла Фунете

## Премиера
Премиерата на Жената от Вендавал е на 12 ноември 2012 г. по Canal de las Estrellas. Последният 166. епизод е излъчен на 30 юни 2013 г.

## Саундтрак
1. Como estar sin ti – изп. Карлос Бауте
2. La noche – изп. Сандовал
3. Regálame todo tu amor – изп. Алваро Треспаласиос
4. Se me desgarra el alma – изп. Хорхе Гайегос

## DVD
Телевиса издава теленовелата в DVD формат.

## Награди и номинации
| Година | Церемония          | Категория                          | Номинация              | Резултат   |
| ------ | ------------------ | ---------------------------------- | ---------------------- | ---------- |
| 2014   | Juventud           | Момичето, което краде съня ми      | Ариадне Диас           | Номинирана |
| 2014   | Juventud           | Това е страхотно!                  | Хосе Рон               | Номиниран  |
| 2014   | Награди TVyNovelas | Най-добър актьор в поддържаща роля | Мануел „Флако“ Ибаниес | Печели     |
| 2014   | Награди TVyNovelas | Най-добра млада актриса            | Телма Мадригал         | Номинирана |
| 2014   | Награди TVyNovelas | Най-добра млада актриса            | Мишел Ренауд           | Номинирана |

## Версии
- Жената от Вендавал е версия на венецуелската теленовела Un esposo para Estela, реализирана от Веневисион през 2009 – 2010 г. и написана от Камило Ернандес, базирайки се на произведението Vendaval на венецуелския писател Анхел дел Серо.